# Pierre Vallette
Pierre Vallette est un chantre de l’Église de Genève, actif entre 1552 et 1561.

## Biographie
La première mention qu’on ait de Pierre Vallette concerne le remplacement provisoire du chantre Loys Bourgeois, en voyage à Lyon, qui lui est confié le 30 décembre 1552 par le Conseil de Genève. On ignore s’il s’agit du même Pierre Vallette qui dépose le 27 février 1551 une plainte civile contre Denys Poctier, et du même encore, un faiseur de serge, natif de Nant en Rouergue (Aveyron), qui est reçu habitant de Genève le 3 septembre 1551.
Dès avant mars 1553 il avait trouvé à se loger au collège de Rive, mais à cette époque sa titularisation étant toujours en suspens.
Nommé chantre à titre provisoire, Vallette reste en fonction jusqu’au 12 octobre 1553, date à laquelle c’est le chantre Guillaume de La Mœulle, bourgeois de Genève, qui remplace officiellement Loys Bourgeois. Vallette est indemnisé et relogé ailleurs par le Conseil.
Après 1553, Pierre Vallette reste à Genève, s’active dans la mouvance de la genèse du Psautier de Genève et se fait connaître par diverses nouveautés détaillées plus bas. Le 8 septembre 1556 il demande à être logé dans la maison de Guillaume de La Mœulle, probablement malade parce qu’il le remplace pour enseigner à trois douzaines d’enfants du college. La Mœulle décédant juste après, il demande à le remplacer mais sans succès car c’est finalement Pierre Dagues qui remplace La Mœulle. Vallette restera chantre subalterne.
Le 20 août 1559, Vallette épouse Anne Oustel, la fille d’un pasteur. Il repart finalement dans son pays après avoir sollicité son congé auprès du Conseil le 29 avril 1561.

## Œuvres
- En 1555 il publie un huitain en tête du Second livre des pseaulmes et sentences tirées tant du psalmiste royal que des autres Saincts Prophètes : mis en musique en forme de motetz, par divers excellens musiciens... (Genève : Simon Du Bosc et Guillaume Guéroult, 1555)[10].
- En 1556, une des éditions des Octante neuf pseaumes[11] contient une préface de Vallette intitulée À tous fideles, desirans chanter les louanges du Seigneur, présentant une méthode de solmisation et les premiers éléments du solfège (valeur des notes, ligatures, etc.). Pour cette nouveauté, Vallette avait obtenu un privilège le 6 janvier 1556[12].
- Le 10 janvier 1556, il demande la permission de faire imprimer aulcung libret de la chantrerie pour instruyre les enfans à chanter. Ce livret est probablement un tiré-à-part de la préface ci-dessus[13].
- En 1559, une autre édition des Octante neuf pseaumes (Genève : Jean Bonnefoy, 1559) innove encore en réduisant toutes les mélodies des psaumes à une même clé, et avec une notation partiellement solmisée. L’édition porte une préface de Vallette. Il avait requis et obtenu en avril un privilège du Conseil pour ce faire[14].